# Галли, Даниэла (актриса)
Даниэла Галли (порт. Daniela Galli, 20 мая 1974) — бразильская актриса, прославившаяся преимущественно благодаря съёмкам в сериале «Танцы, танцы, танцы» и фильмах «Линия паса» и «Коллеги».

## Биография
Даниэла Галли родилась в Кампинас, Сан-Паулу, Бразилия, 20 мая 1974 года.
Она начала своё художественное образование в возрасте пяти лет в музыкальной консерватории Карлоса Гомеса, где занималась музыкой и танцами несколько лет.
Позже Даниэла Галли уехала в Нью-Йорк, где работала с такими мастерами как Tony Walton, Jules Fischer, Tom Pye и David Rockwell и изучала актёрское мастерство в HB Studios, основанной Uta Hagen и Herbert Berghof.
В Нью-Йорке Даниэла была героиней пьес, мюзиклов и короткометражных фильмов.
Через 7 лет, вернувшись в Бразилию, в октябре 2006 года Даниэла дебютировала в теленовелле «Страницы жизни» производства Rede Globo.

## Фильмография
- Мандраке (сериал, 2005—2012)
- Страницы жизни (сериал, 2006—2007)
- Тропический рай (сериал, 2007)
- Танцы, танцы, танцы (сериал, 2007—2008)
- Линия паса (2008)
- Петушиный бой (2008)
- Параллельная власть (сериал, 2009)
- История Эстер (сериал, 2010)
- Поток времени (сериал, 2010)
- Красотка на велике (2010)
- Маски (сериал, 2012)
- Коллеги (2012)
- Bonitinha, Mas Ordinária (2013)
- Смертный грех (сериал, 2013)

### Ожидаемые
- The American Side (2014)